# Operazione Bürkl
L'Operazione Bürkl (in polacco: operacja Bürkl), o azione di combattimento speciale Bürkl (in polacco: specjalna akcja bojowa Bürkl), fu l'operazione della resistenza polacca condotta il 7 settembre 1943: fu la seconda azione dell'Operazione Główki a Varsavia condotta dal gruppo speciale Kedyw Agat ("Anti- Gestapo") tra il 1943 e il 1944, e il loro primo successo ottenuto.

## Storia
L'obiettivo dell'operazione fu di "liquidare" Franz Bürkl, un famigerato sottufficiale della Sicherheitspolizei condannato a morte dai tribunali clandestini polacchi per l'omicidio di diverse dozzine di persone. Bürkl cadde in un'imboscata in pieno giorno per mano di un gruppo di cinque giovani partigiani dell'Armia Krajowa armati di mitra Sten e bombe a mano Filipinka. Gli assassini, guidati da Jerzy Zborowski, furono reclutati per Agat dall'organizzazione clandestina Szare Szeregi. Bürkl e altri sette poliziotti tedeschi furono uccisi nella sparatoria. Sebbene l'operazione non abbia provocato perdite per la Resistenza, i nazisti uccisero per rappresaglia 20 detenuti della prigione di Pawiak in un'esecuzione pubblica.